# Кетъл Фолс
Кетъл Фолс (на английски: Kettle Falls) е град в окръг Стивънс, щата Вашингтон, САЩ. Кетъл Фолс е с население от 1527 жители (2000) и обща площ от 2,4 km². Намира се на 497 m надморска височина. ЗИП кодът му е 99126, 99141, а телефонният му код е 509.